# Ipo pellucida
Ipo pellucida är en insektsart som beskrevs av Fabricius 1775. Ipo pellucida ingår i släktet Ipo och familjen dvärgstritar. Inga underarter finns listade i Catalogue of Life.